# Racing Club de Ferrol
Racing Club de Ferrol (em galego, Racing Clube de Ferrol) é um clube de futebol espanhol, localizado na cidade de Ferrol, na província de la Coruña (Galiza).
A equipe foi fundada em 1919 a partir da união de vários clubes da cidade, apesar de não ter nunca jogado na Primeira Divisão conta entre as suas maiores realizações vários campeonatos regionais e disputou a final da Copa del Generalíssimo (atual Copa del Rey), em 1939. É o time que disputou mais temporadas (34) na Segunda Divisão sem jamais alcançar a primeira.
Desde a temporada 2000-01, alternava entre a Segunda Divisão B (que, apesar do nome, é a terceira divisão) e a Segunda Divisão. Atualmente, o Racing de Ferrol disputa a Tercera División (quarto escalão do futebol espanhol), pela qual participara outras 26 vezes.
Seu estádio, o Municipal de A Malata, possui capacidade para receber 12.042 torcedores. As cores do clube são o verde e o branco.

## Títulos
2 - Segunda División B RFEF - 1978 (I), 1995 (ll)